# EHC Linz
Die Steinbach Black Wings Linz sind eine österreichische Eishockeymannschaft aus Linz (Oberösterreich) und spielen in der multinationalen ICE Hockey League. Die Heimspiele der Mannschaft werden in der LINZ AG Eisarena mit 4.865 Plätzen ausgetragen. 2003 und 2012 gewannen die Black Wings den österreichischen Meistertitel.

## Geschichte

### EHC Black Wings Linz (1992–2005)

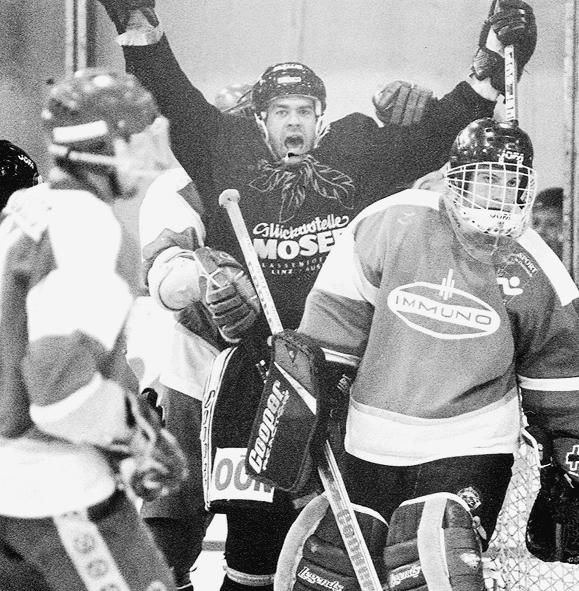
Bernd Damm 14.01.1997

Der EHC Black Wings Linz wurde im Jahr 1992 gegründet, nachdem der UEC Linz bzw. UEC Oberösterreich (in Fusion mit einem Verein aus Steyr) sich finanziell nicht am Leben halten konnten. Nach einigen Jahren in der Regional- und Oberliga spielten die Black Wings ab der Saison 1997/98 in der 2. Division (jetzt Nationalliga). Die erste Bundesliga-Saison des neuen Vereins war 2000/01, man erreichte den 3. Platz des Grunddurchganges und scheiterte im Play-off am EC VSV.
Nach einem Vizemeistertitel in der folgenden Saison (Niederlage im Finale gegen den EC VSV) errangen die Linzer in der Saison 2002/03 den Bundesliga-Meistertitel. In der folgenden Saison erreichten die Linzer auch das Europacup-Halbfinale.
Im April 2005 mussten die Black Wings erneut Konkurs anmelden, da die Vereinsführung nach dem Meistertitel im Jahr 2003 zu viel Geld für neue Spieler investierte, der sportliche Erfolg aber ausblieb. Der Verein wurde unter dem Namen EHC LIWEST Black Wings Linz neu gegründet. Dies machte der Linzer Kabelnetzbetreiber Liwest möglich, indem er Hauptsponsor des Vereins wurde.

### EHC Liwest Black Wings Linz (2005–2020)

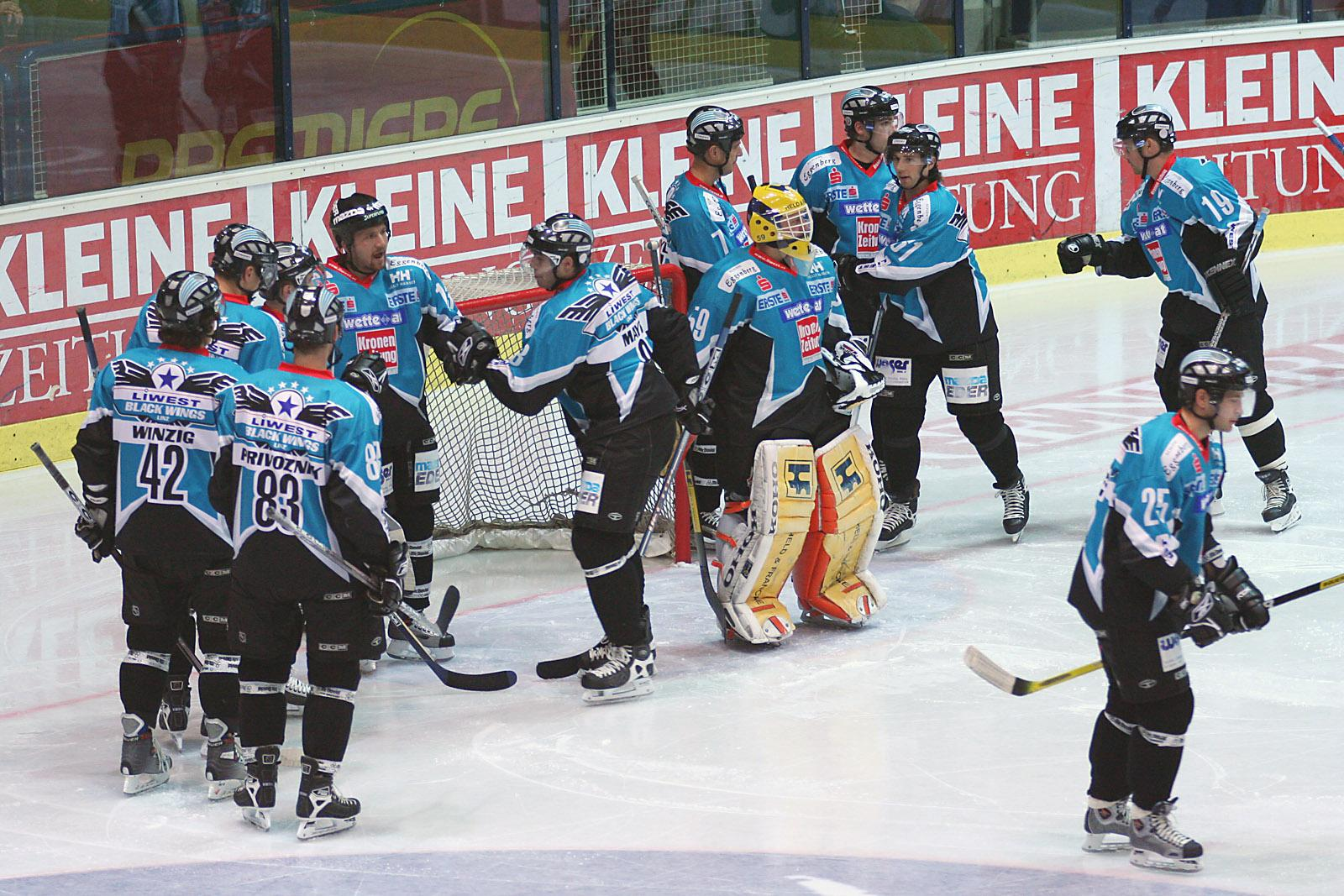
Die Spieler der Black Wings Linz versammeln sich vor dem Auswärtsspiel gegen den EC VSV um Tormann Pavel Nešťák (Saison 2005/06).

In dieser Form existiert der Verein seit der Saison 2005/06, nachdem der seit 1992 bestehende EHC Black Wings Linz in Konkurs gehen musste.
In der Saison 2006/07 stand der EHC LIWEST Black Wings Linz erstmals unter neuer Vereinsführung wieder in den Play-offs. Im Grunddurchgang konnte trotz anfänglicher Schwierigkeiten der dritte Platz behauptet werden. Linz verlor jedoch im Halbfinale „Best of Five“ gegen den EC VSV mit 0:3 und konnte somit die Chance auf das Finale oder einen erneuten Meistertitel nicht wahren.
Die Linzer Gregor Baumgartner, Phillip Lukas und Raimund Divis nahmen mit dem österreichischen Nationalteam, das auch von Jim Boni trainiert wurde, an der Weltmeisterschaft 2007 teil. Alle drei steuerten Scorerpunkte bei und schossen ein Viertel aller erzielten Tore bei einer positiven bzw. nicht negativen Plus-Minus-Bilanz.
In der Saison 2007/08 sicherten sich die Black Wings bereits eine Runde vor Ende der regulären Saison überraschend Rang 1 und gingen mit 4 Bonuspunkten in die Platzierungsrunde. Mit dieser Leistung konnten sich die Oberösterreicher schon vor dem Jahreswechsel 2007/08 ihre Teilnahme an den Play-offs sichern und zählten zum erweiterten Favoritenkreis auf den Meistertitel. Die Platzierungsrunde beendeten die Black Wings auf Platz 3 hinter den Vienna Capitals und dem EC KAC. Im darauffolgenden Play-off schied man im Halbfinale „best of 7“ gegen Olympia Laibach mit 4:2 aus.
In der Saison 2008/09 wurde bei den Linzern ein Farmteam auf die Beine gestellt, das seine Spiele in der Oberliga austrug. Im letzten Spiel des Grunddurchganges der ersten Mannschaft fiel die Entscheidung im direkten Duell, ob der EC VSV oder die Linzer Platz vier belegen würden. Das Spiel gewann Villach in Linz mit 2:5. Im Viertelfinale setzen sich die Black Wings in der „Best of Seven“-Serie mit 4:2 durch. Die Halbfinale-Serie gewann der EC KAC klar mit 4:0 gegen den EHC Linz. Damit endete nicht nur die Saison 2008/09 für die Black Wings, sondern auch die Ära von Cheftrainer Jim Boni, der bereits während der laufenden Saison einen Vertrag als Sportdirektor beim ERC Ingolstadt unterschrieben hatte. Sein Nachfolger ist Kim Collins.
In der Saison 2009/10 beendeten die EHC Liwest Black Wings den Grunddurchgang auf Rang 4 und spielten im Viertelfinale gegen Villach, wobei sie dieses mit 4:1 Siegen für sich entschieden. Im Halbfinale gegen die Vienna Capitals gelang es ihnen als erster Mannschaft im Österreichischen Profieishockey einen 0:3-Rückstand noch in einen Sieg der Playoffserie „Best of seven“ umzuwandeln. Letztlich konnten sie sich noch mit 4:3 durchsetzen und spielten danach im Finale gegen die Mannschaft des EC Red Bulls Salzburg um die Meisterschaft 2009/2010. In diesem unterlagen sie jedoch trotz einer 2:0-Führung in Spielen den immer stärker werdenden Salzburgern und wurden somit Vizemeister.
In der Saison 2010/11 konnten die Black Wings die Erwartungshaltung der Fans aus der letzten Saison nicht halten. Nach einem schwachen Beginn im Herbst und zwischenzeitlichem Tabellenende konnten sich die Linzer erst im Frühjahr in die Tabellenmitte zurückkämpfen. Nach einigen guten Serien kämpfte man sogar um Platz 4 des Grunddurchgangs, was das Heimrecht gegen den EC VSV im Viertelfinale bedeutet hätte. Als schlussendlich Fünfter musste man auf dieses verzichten und verlor in der ersten Playoff-Runde gegen Villach klar mit 1:4. Das Saisonende bedeutete zugleich die daraus gezogene personelle Konsequenz, Trainer Kim Collins zu entlassen. Für die nächste Saison wurde als Cheftrainer Rob Daum verpflichtet.

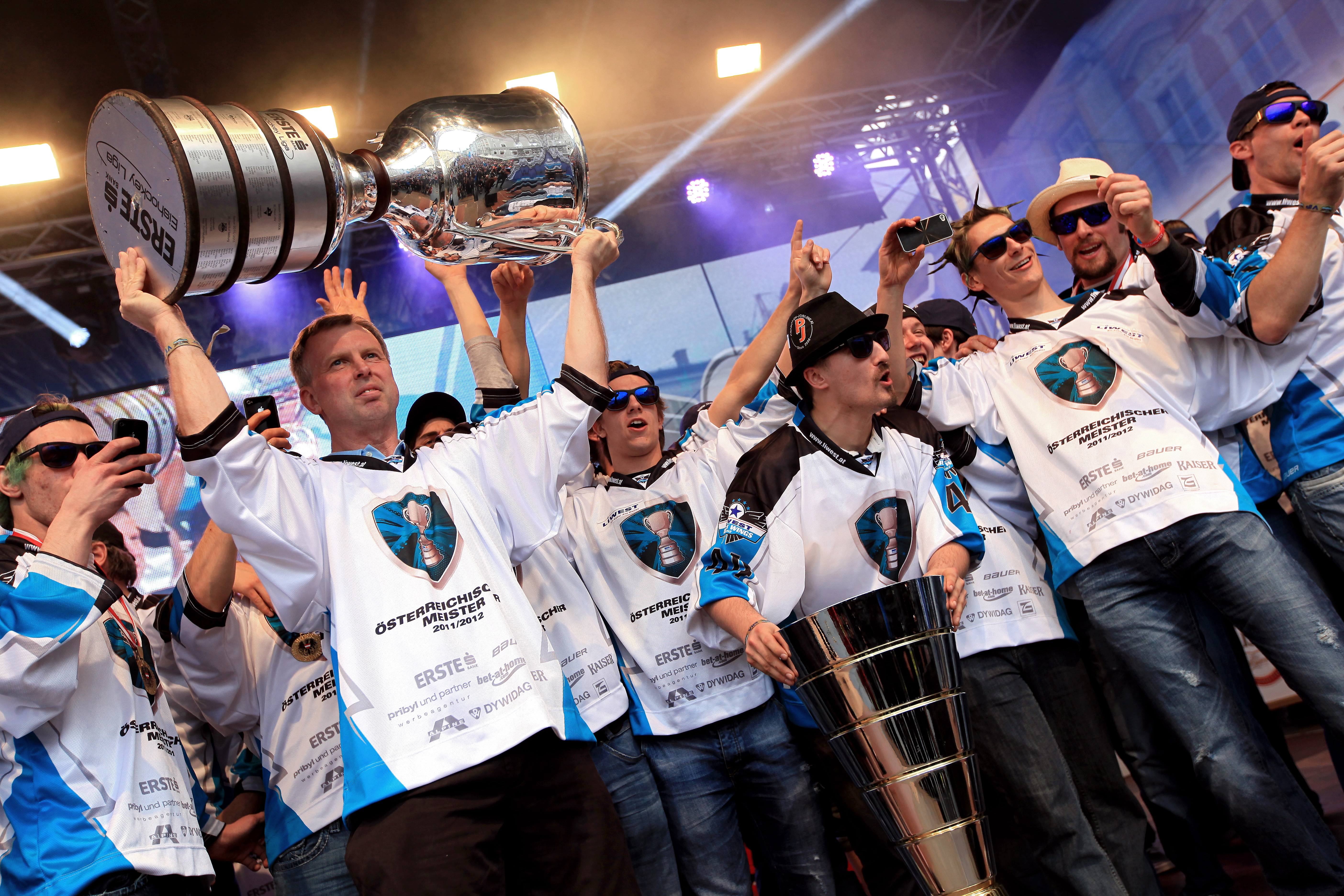
Trainer Rob Daum und Team mit dem Meisterpokal nach dem Titelgewinn 2012

Schon vor der Saison 2011/12 gestaltete Rob Daum die Mannschaft massiv um, was sich bei nicht weniger als 12 Neuverpflichtungen bemerkbar machte. Ziel des neuen Cheftrainers war es eine gute Mischung aus jungen Nachwuchsspielern und erfahrenen Stützen zu finden. Dass dieses System Früchte trug, zeigte sich schon von Beginn der Saison an. Die ersten acht Runden lag man hinter dem EC KAC durchgehend auf Platz 2 der Tabelle, bevor man ab der neunten Runde die Tabellenführung übernahm und bis zum Ende der Saison nicht mehr hergab. In den Play-offs hatten die Stahlstädter lediglich in der ersten Runde Probleme mit den Vienna Capitals, die sich im letzten Spiel der Zwischenrunde gerade noch als Achter für die Endrunde qualifizierten. Gegen die kämpfenden Hauptstädter gelang durch ein 4:3 der Aufstieg ins Semifinale. Die folgenden 4:1 Siege gegen die Laibacher (Halbfinale) und den EC KAC (Finale) fielen deutlich klarer aus. Nach 2003 holten sich somit die Black Wings ihren zweiten Meistertitel.
Der Meisterkader blieb 2012/13 nahezu unverändert. Es konnte direkt das Play-off erreicht werden, wo die Linzer im Viertelfinale über den EC VSV triumphierten. Im Halbfinale schieden sie dann gegen den späteren Meister EC KAC aus. Am 14. Mai 2014 wurde bekannt gegeben, dass der Verein in Zukunft mit den HC Steelers Kapfenberg kooperieren wird. Dabei sollten beide Vereine profitieren, indem die Kapfenberger Spieler ausleihen können und Linzer Spieler mehr Spielpraxis bekommen. Die Kapfenberger dürfen pro Ligaspiel in der Inter-National-League 3 Spieler aus Linz aufstellen.
Für die Saison 2013/14 gab der EHC eine große Anzahl Schlüsselspieler ab und holte unter anderem Andrew Kozek und Michael Ouzas. Mit dem zweiten Platz der Hauptrunde kam der Verein erneut direkt ins Play-off, wo im Viertelfinale ein Sieg gegen Orli Znojmo folgte. Im Halbfinale unterlag man aber gegen EC Red Bull Salzburg.
2014/15 wurde hinter Salzburg erneut der zweite Platz der Hauptrunde erreicht, wobei sich Andrew Kozek, Brian Lebler und Rob Hisey als drei der stärksten Scorer der Liga auszeichneten. Goalie Michael Ouzas erreichte die zweitstärkste Fangquote der Liga hinter dem VSV-Schlussmann Lamoureux. Nach einem knappen Viertelfinalsieg gegen HC Bozen folgte das erneute Halbfinal-Aus gegen die Vienna Capitals.
Die Saison 2015/16 verlief ähnlich wie die vorherige Spielzeit. Hinter Salzburg wurde wieder der zweite Platz der Hauptrunde erkämpft, wobei sich Andrew Kozek und Brett McLean als Nummer 2 und 3 der Torschützentabelle der Liga auszeichneten. Michael Ouzas war erneut zweitstärkster Goalie der EBEL. Nach einem Viertelfinalsieg über HC Bozen, schieden die Linzer dann im Halbfinale gegen Orli Znojmo aus.
Nach einem Jahr in Deutschland kehrte Saison 2016/17 der langjährige Publikumsliebling Brian Lebler zu den Linzern zurück und erzielte ligaweit auf Anhieb die zweitmeisten Tore der Hauptrunde. Hinter dem überlegenen Tabellenführer Wien, beendeten die Black Wings die erste Phase des Grunddurchganges mit nur einem Punkt Rückstand, hinter Salzburg, auf Platz 3. Dabei stellten die Oberösterreicher mit 168 erzielten Toren die gefährlichste Offensive, bekamen mit Beginn der Platzierungsrunde aber zunehmend Probleme mit der Chancenauswertung und rutschten mit 6 Niederlagen aus zehn Spielen, auf den vierten Rang ab. Im Viertelfinale folgte die Retourserie aus dem Vorjahr gegen den HC Bozen. Dabei konnten die Stahlstädter lediglich das erste Aufeinandertreffen für sich entscheiden und schieden nach vier Niederlagen am Stück, erstmals seit 2011, im Viertelfinale der Erste Bank Eishockey Liga aus. In weiterer Folge einigte man sich mit dem langjährigen Chef- und Meistertrainer von 2012, Rob Daum, auf eine frühzeitige Vertragsauflösung.
Zur Saison 2017/18 übernahm der US-Amerikaner Troy Ward die Trainerposition bei den Black Wings und man erreichte, punktegleich mit Salzburg, erneut Platz 3 in der Hauptrunde hinter Wien. Mit dem neuverpflichteten Corey Locke, Brian Lebler, Dan DaSilva und Fabio Hofer unter den ersten sieben Schützen in der Scorerliste, zeigten sich die Linzer auch in diesem Jahr als Offensivmannschaft. Auch die Platzierungsrunde beendeten die Oberösterreicher auf dem dritten Rang und wählten für das Viertelfinale, das Duell mit dem wieder in die Liga eingestiegenen kroatischen Vertreter KHL Medveščak Zagreb. Trotz zwei Niederlagen zu Beginn, setzten sich die Stahlstädter mit 4:2 Siegen durch und trafen im Halbfinale auf den EC Red Bull Salzburg. Gegen die Mozartstädter entwickelte sich eine enge Serie, in der die Black Wings dieses Mal mit 2:4 aber das Nachsehen hatten. Viel mehr als das Ausscheiden im Semifinale, traf die Black Wings nach Ablauf der Saison aber das Karriereende der jahrelangen Vereinsikonen Philipp und Robert Lukas. Das gebürtige Wiener Brüderpaar, war über 20 Jahre lang fixer Bestandteil in Österreichs höchster Spielklasse und absolvierte gemeinsam knapp 2000 Spiele.
Mit dem Ende der Lukas-Ära starteten die Linzer zur Saison 2018/19 einen Umbruch im Kader und so verpflichteten die Oberösterreicher insgesamt dreizehn neue Spieler. Über die gesamte Spielzeit hinweg kamen die Linzer nie richtig in Schwung und landeten lediglich auf dem siebten Platz der Hauptrunde. Kurz vor Beendigung der ersten Meisterschaftsphase, wurde die Zusammenarbeit mit Cheftrainer Troy Ward als Konsequenz von zu unkonstanten Leistungen beendet und es übernahm der US-Amerikaner Tom Rowe. Unter der neuen Führung zeigte sich zu Beginn eine klare Verbesserung, das erstmalige Verpassen der vorzeitigen Playoff-Qualifikation, konnte aber dennoch nicht verhindert werden. Die Oberösterreicher mussten somit erstmals und als letzter noch nicht zuvor teilnehmender Verein, in der Qualifikationsrunde um die Teilnahme am Viertelfinale kämpfen. Trotz fünf Niederlagen schafften die Stahlstädter die Qualifikation auf Platz 1 und wurden anschließend vom Tabellenführer aus Graz, gegen den in der gesamten Hauptrunde nur ein Sieg gelang, für das Viertelfinale ausgewählt. Trotz einer Vielzahl von Verletzungen kämpften sich die Stahlstädter bis in ein Spiel 6, das die EC Graz 99ers aber in Linz für sich entschieden und die Serie mit 4:2 gewannen.

### Führungskrise und Neuanfang mit neuem Hauptsponsor (seit 2020)
Nach internen Zerwürfnissen in der Führungsriege der Black Wings Linz – Klubchef Peter Freunschlag hatte in seiner Doppelfunktion als Obmann und Kassier des Clubs bei einer Personalentscheidung die drei Vizepräsidenten überstimmt – trennten sich die Vorstandsmitglieder Karl Egger, Peter Matausch und Peter Zauner am 11. April 2020 vom Verein und gaben am 13. April bekannt, dass mit den EHV Linz ein neuer Verein in Linz gegründet wurde.
Am 14. April 2020 gab der Eigentümer der Eisarena – die Linz AG – bekannt, dass der bis zum 30. April bestehende Pachtvertrag nicht mehr verlängert wird und das bisherige Hauptsponsoring für die Black Wings einstellen würde. Liwest, der zweite Hauptsponsor der Black Wings Linz, zog sich als Sponsor ebenfalls zurück und forderte den EHC auf, die Marke LIWEST vom Klublogo und -namen zu entfernen. Wenige Tage später einigte sich der EHC Linz mit der Linz AG auf die weitere Nutzung der Eisarena.
Am 9. Oktober 2020 wurde mit der Steinbach Group ein neuer Hauptsponsor gefunden. Der offizielle Name der Black Wings war ab diesem Zeitpunkt Steinbach Black Wings 1992. Nach dem Rücktritt des Präsidenten Peter Freunschlag wurde der Name des Linzer Traditionsclubs auf Steinbach Black Wings Linz geändert.
Die ehemalige zweite Mannschaft nahm 2019 den Spielbetrieb in der internationalen Alps Hockey League als Steel Wings Linz auf und spaltete sich 2020 in einen eigenständigen Verein ab. Die Steel Wings übernahmen in Zusammenarbeit mit der Eishockey-Akademie Oberösterreich 2021 zudem die Nachwuchsarbeit (U9 bis U14) der Black Wings.
Im April 2021 erklärte Peter Freunschlag seinen vollständigen Rücktritt aus dem Linzer Eishockey und übergab das Amt des Präsidenten der Steinbach Black Wings an den ehemaligen Rechtsanwalt Peter Nader. Als nun mehriger Vizepräsident stand ihm fortan der Linzer Unternehmer Joachim Pawelka zur Seite. Nach zwei sportlich desaströsen Spielzeiten, die jeweils als Schlusslicht der win2day ICE Hockey League endeten, trennten sich die Stahlstädter im Jänner 2022 von Gregor Baumgartner als General Manager. Anschließend wurde die Funktion aufgeteilt und in eine wirtschaftliche Geschäftsführung und eine sportliche Leitung aufgeteilt. Während Peter Nader die operativen Geschäftstätigkeiten übernahm, wurde mit Philipp Lukas eine langjährige Identifikationsfigur des österreichischen Eishockeysports als Head Coach und sportlicher Leiter eingesetzt. Gemeinsam mit dem bis dahin als Cheftrainer der Steel Wings tätigen Lukas wurden die Gespräche zwischen den Black Wings Linz und der Alps Hockey League Mannschaft wieder aufgenommen. Schlussendlich wurde eine Einigung erzielt und die Steel Wings wieder in die Black Wings Linz integriert. Zudem wurde ein großer Teil des Nachwuchses wieder in die Organisation eingegliedert und mit Robert Lukas ein weiterer langjähriger Publikumsliebling als Nachwuchsleiter gewonnen.
Diese Schritte sorgten dafür, dass die durch die Unruhen entstandenen Gräben nach und nach wieder zugeschüttet werden konnten und weitere wichtige Partner an die Seite der Steinbach Black Wings zurückkehrten. Mit Hallenbetreiber Linz AG und dem langjährigen Haupt- und Namenssponsor LIWEST wurden im Sommer 2022 zwei wichtige Unterstützer zurückgewonnen. Sportlich setzten die Oberösterreicher bei ihrer Führung neben Philipp Lukas auf weitere Kultfiguren und bauten mit den bereits tätigen Co-Trainern Mark Szücs und Jürgen Penker, sowie mit der Einstellung von Rick Nasheim als Chefscout, einen altbekannten Stamm wieder auf. Bei der Kaderzusammenstellung etablierte das Quartett von Beginn eine neue Kultur zwischen Erfolg und Entwicklung. So wurde ein umfangreiches Gerüst an österreichischen Spielern mit wenigen Importspielern ergänzt.

## Vereinsstatistiken
| Saison  | Saison | GP | W  | L  | OTW | OTL | Win%    | GF  | GA  | +/- | Pts | Pts/PT | Anmerkung                                    |
| ------- | ------ | -- | -- | -- | --- | --- | ------- | --- | --- | --- | --- | ------ | -------------------------------------------- |
| 2000/01 | HR     | 36 | 25 | 8  |     | 3   | 73,61   | 144 | 94  | +50 | 40  | 53     | Halbfinal-Out                                |
| 2000/01 | PO     | 9  | 4  | 5  |     | 0   | 44,44   | 26  | 32  | −6  | –   | –      | Halbfinal-Out                                |
| 2001/02 | HR     | 32 | 26 | 5  |     | 1   | 82,81   | 147 | 62  | +85 | 39  | 53     | Vizemeister                                  |
| 2001/02 | PO     | 13 | 9  | 2  |     | 2   | 76,92   | 50  | 36  | 14  | –   | –      | Vizemeister                                  |
| 2002/03 | HR     | 42 | 29 | 9  |     | 4   | 73,81   | 173 | 103 | +70 | 51  | 62     | Meister                                      |
| 2002/03 | PO     | 10 | 9  | 0  |     | 1   | 95,00   | 39  | 19  | +20 | –   | –      | Meister                                      |
| 2003/04 | HR     | 48 | 27 | 18 |     | 3   | 59,38   | 147 | 119 | +28 | 43  | 57     | Halbfinal-Out                                |
| 2003/04 | PO     | 3  | 0  | 3  |     | 0   | 0,00    | 8   | 12  | −4  | –   | –      | Halbfinal-Out                                |
| 2004/05 | HR     | 48 | 20 | 23 |     | 5   | 46,88   | 119 | 157 | −38 | 32  | 45     | Rang 5,keine Playoff-Teilnahme               |
| 2005/06 | HR     | 48 | 24 | 19 |     | 5   | 55,21   | 141 | 156 | −15 | 38  | 53     | Rang 6,keine Playoff-Teilnahme               |
| 2006/07 | HR     | 56 | 31 | 22 |     | 3   | 58,04   | 196 | 167 | +29 | 51  | 65     | Halbfinal-Out                                |
| 2006/07 | PO     | 3  | 0  | 3  |     | 0   | 0,00    | 9   | 15  | −6  | –   | –      | Halbfinal-Out                                |
| 2007/08 | HR     | 36 | 22 | 9  |     | 5   | 68,06   | 111 | 91  | +20 | 49  | –      | Halbfinal-Out (österreichischer Vizemeister) |
| 2007/08 | PR     | 10 | 5  | 5  |     | 0   | 50,00   | 36  | 35  | +1  | 14  | –      | Halbfinal-Out (österreichischer Vizemeister) |
| 2007/08 | PO     | 11 | 5  | 6  |     | 0   | 45,45   | 30  | 30  | 0   | –   | –      | Halbfinal-Out (österreichischer Vizemeister) |
| 2008/09 | HR     | 54 | 30 | 21 |     | 3   | 58,33   | 166 | 144 | +22 | 63  | –      | Halbfinal-Out                                |
| 2008/09 | PO     | 10 | 4  | 6  |     | 0   | 40,00   | 18  | 27  | −9  | –   | –      | Halbfinal-Out                                |
| 2009/10 | HR     | 54 | 30 | 15 |     | 9   | 63,89   | 176 | 150 | +26 | 69  | –      | Vizemeister                                  |
| 2009/10 | PO     | 18 | 10 | 6  |     | 2   | 61,11   | 67  | 62  | +5  | –   | –      | Vizemeister                                  |
| 2010/11 | HR     | 54 | 26 | 21 |     | 7   | 54,63   | 156 | 166 | −10 | 59  | –      | Viertelfinal-Out                             |
| 2010/11 | PO     | 5  | 1  | 4  |     | 0   | 20,00   | 7   | 16  | −9  | –   | –      | Viertelfinal-Out                             |
| 2011/12 | HR     | 40 | 29 | 7  |     | 4   | 82,50   | 147 | 104 | +43 | 66  | –      | Meister                                      |
| 2011/12 | PR     | 10 | 6  | 4  |     | 0   | 60,00   | 32  | 29  | +3  | 16  | –      | Meister                                      |
| 2011/12 | PO     | 17 | 12 | 4  |     | 1   | 73,53   | 63  | 39  | +24 | –   | –      | Meister                                      |
| 2012/13 | HR+PR  | 54 | 34 | 18 |     | 2   | 62,96 % | 196 | 164 | +32 | 70  | –      | Halbfinale                                   |
| 2013/14 | HR+PR  | 54 | 33 | 19 |     | 2   | 61,11 % | 178 | 153 | +25 | 68  | –      | Halbfinale                                   |
| 2014/15 | HR+PR  | 54 | 35 | 16 |     | 3   | 64,81 % | 189 | 137 | +52 | 73  | –      | Halbfinale                                   |
| 2015/16 | HR+PR  | 54 | 33 | 16 |     | 5   |         | 169 | 142 | +27 | 85  |        | Halbfinale                                   |
| 2016/17 | HR+PR  | 54 | 33 | 16 |     | 5   |         | 197 | 163 | +34 | 86  |        | Viertelfinale                                |
| 2017/18 | HR+PR  | 54 | 32 | 17 |     | 5   |         | 193 | 158 | +35 | 82  |        | Halbfinale                                   |
| 2018/19 | HR+QR  | 52 | 23 | 19 |     | 8   |         | 167 | 161 | +6  | 69  |        | Viertelfinale                                |
| 2019/20 | HR     | 40 | 17 | 14 | 3   | 6   |         | 132 | 132 | 0   | 63  |        | 7. Platz                                     |
| 2019/20 | QR     | 10 | 5  | 3  | 1   | 1   |         | 38  | 32  | +6  | 24  |        | 2. Platz                                     |
| 2019/20 | PO     | 3  | 2  | 0  | 1   | 0   |         | 13  | 8   | +5  |     |        | Covid-Abbruch                                |
| 2020/21 | HR     | 40 | 10 | 27 | 1   | 2   |         | 81  | 133 | −52 | 34  |        | 11. Platz                                    |
| 2020/21 | QR     | 10 | 6  | 3  | 1   | 0   |         | 36  | 28  | 8   | 20  |        | 4. Platz                                     |
| 2021/22 | HR     | 49 | 8  | 31 | 3   | 7   |         | 108 | 185 | −77 | 37  |        | 13. Platz                                    |
| 2022/23 | HR     | 48 | 21 | 20 | 3   | 4   |         | 133 | 131 | +2  | 73  |        | 7. Platz                                     |
| 2022/23 | Pre-PO | 3  | 2  | 1  | 0   | 0   |         | 11  | 6   | +5  |     |        |                                              |
| 2022/23 | PO     | 7  | 2  | 3  | 1   | 1   |         | 10  | 20  | −10 |     |        | Viertelfinal-Out                             |
| 2023/24 | HR     | 48 | 21 | 14 | 5   | 8   |         | 156 | 122 | +34 | 81  |        | 5. Platz                                     |
| 2023/24 | PO     | 5  | 1  | 4  | 0   | 0   |         | 7   | 19  | −12 |     |        | Viertelfinal-Out                             |
| 2024/25 | HR     | 48 | 24 | 14 | 6   | 4   |         | 155 | 121 | +34 | 88  |        | 4. Platz                                     |
| 2024/25 | PO     | 14 | 3  | 4  | 5   | 2   |         | 39  | 44  | −5  |     |        | Halbfinal-Out                                |
| 2025/26 | HR     |    |    |    |     |     |         |     |     |     |     |        |                                              |
| 2025/26 |        |    |    |    |     |     |         |     |     |     |     |        |                                              |

 Legende:
 HR = Hauptrunde, Pre-PO = Pre-Playoffs, PO = Playoffs, PR = Platzierungsrunde, QR= Qualifikationsrunde, GP = absolvierte Spiele, W = gewonnene Spiele, L = in regulärer Spielzeit verlorene Spiele, OWL = in Overtime oder Penaltyschießen gewonnene Spiele, OTL = in Overtime oder Penaltyschießen verlorene Spiele, Win% = Prozentsatz der absolut erzielten an den insgesamt möglichen Punkten, GF = geschossene Tore, GA = erhaltene Tore, +/- = Torverhältnis, Pts = Punkte, Pts/PT = Punkte ohne Punkteteilung 

## Mannschaft

### Meisterteams
| Meistermannschaft der EBEL-Saison 2002/03 | Meistermannschaft der EBEL-Saison 2002/03 |
| ----------------------------------------- | --- |
| Tor                                       | Pavel Nešťák, Michael Mayer |
| Verteidigung                              | Robert Lukas, Jan Krulis, Sven Klimbacher, Petr Kuchyna, Thomas Pfeffer, Mario Berger, Reid Simonton, Michael Shea, Michael Mayr, Philipp Wieltsch, Serge Poudrier                                                      |
| Sturm                                     | Mark Szücs, Rick Nasheim, Christian Perthaler, Philipp Lukas, Ralph Intranuovo, Ray Podloski, Andreas Judex, Markus Peintner, Thomas Eichberger, Martin Pewal, Patrick Steinmayr, Alexander Holzleitner, Georg Obermayr |
| Trainer                                   | Stanislav Barda |

| Meistermannschaft der EBEL-Saison 2011/12 | Meistermannschaft der EBEL-Saison 2011/12 |
| ----------------------------------------- | --- |
| Tor                                       | Alex Westlund, Lorenz Hirn |
| Verteidigung                              | Daniel Mitterdorfer, Franklin MacDonald, Michael Mayr, Adrian Veideman, Jan-Axel Alavaara, Curtis Murphy, Fabian Scholz, Robert Lukas                                                                                        |
| Sturm                                     | Brian Lebler, Danny Irmen, Justin Keller, Michael Lebler, Philipp Lukas, Rob Hisey, Mike Ouellette, Patrick Spannring, Pat Leahy, Daniel Oberkofler, Gregor Baumgartner, Martin Mairitsch, Marcel Wolf, Martin Grabher-Meier |
| Trainer                                   | Rob Daum |

### Gesperrte Trikotnummern
- #16  Rick Nasheim
- #21  Philipp Lukas
- #25  Mark Szücs
- #30  Christian Perthaler
- #55  Robert Lukas

### Junioren-Mannschaften
Seit 2021 betreibt der Club keine aktive Nachwuchsarbeit mehr. Zuvor spielte die U20-Mannschaft (vereinsintern Black Wings Linz U20) ab 2003 in der österreichischen U20-Liga und ab 2012 in der EBYSL. Die U18-Mannschaft (vereinsintern EHC Blackwings Linz U18) spielte zwischen 2013 und 2020 in der österreichischen U18-Liga (seit 2012 EBJL).

## Spieler

### Vereinsinterne Rekorde
Statistiken seit dem Bundesligaaufstieg in der Saison 2000/01. Inkludiert sind sämtliche Vorrunden/Playoffspiele (Stand Ende der Saison 2017/18).

#### Saison
| Tore  |              |      |         |
| Platz | Spieler      | Tore | Saison  |
| 1.    | Brian Lebler | 46   | 2017/18 |
| 2.    | Andrew Kozek | 45   | 2015/16 |
| 3.    | Brian Lebler | 41   | 2014/15 |
| 4.    | Andrew Kozek | 40   | 2014/15 |
| 5.    | Brad Purdie  | 34   | 2009/10 |

| Assists |              |         |         |
| Platz   | Spieler      | Assists | Saison  |
| 1.      | Corey Locke  | 56      | 2017/18 |
| 2.      | Brett McLean | 55      | 2015/16 |
|         | Pat Leahy    | 50      | 2009/10 |
| 4.      | Rob Shearer  | 49      | 2009/10 |
|         | Brad Purdie  | 49      | 2008/09 |

| Topscorer |              |        |         |
| Platz     | Spieler      | Punkte | Saison  |
| 1.        | Pat Leahy    | 81     | 2009/10 |
| 2.        | Corey Locke  | 80     | 2017/18 |
| 3.        | Brian Lebler | 79     | 2017/18 |
| 4.        | Brad Purdie  | 78     | 2009/10 |
| 5.        | Rob Shearer  | 77     | 2006/07 |

| Strafminuten |                   |              |         |
| Platz        | Spieler           | Strafminuten | Saison  |
| 1.           | Robert Lukas      | 151          | 2009/10 |
|              | Reid Simonton     | 151          | 2003/04 |
| 3.           | Ben Storey        | 147          | 2006/07 |
| 4.           | Viktors Ignatjevs | 136          | 2006/07 |
| 5.           | Michael Lampert   | 123          | 2000/01 |

#### Gesamt
| Tore  |                    |      |
| Platz | Spieler            | Tore |
| 1.    | Brian Lebler       | 227  |
| 2.    | Philipp Lukas      | 176  |
| 3.    | Gregor Baumgartner | 157  |
| 4.    | Mark Szücs         | 154  |
| 5.    | Pat Leahy          | 149  |

| Assists |                   |         |
| Platz   | Spieler           | Assists |
| 1.      | Philipp Lukas     | 339     |
| 2.      | Robert Lukas      | 224     |
| 3.      | Rob Shearer       | 216     |
| 4.      | Pat Leahy         | 209     |
| 5.      | Marc-André Dorion | 205     |

| Topscorer |               |        |
| Platz     | Spieler       | Punkte |
| 1.        | Philipp Lukas | 515    |
| 2.        | Brian Lebler  | 393    |
| 3.        | Pat Leahy     | 358    |
| 4.        | Mark Szücs    | 353    |
| 5.        | Rob Shearer   | 339    |

| Spiele |                    |        |
| Platz  | Spieler            | Spiele |
| 1.     | Philipp Lukas      | 910    |
| 2.     | Robert Lukas       | 762    |
| 3.     | Daniel Oberkofler  | 638    |
| 4.     | Michael Mayr       | 631    |
| 5.     | Gregor Baumgartner | 496    |

### Bedeutende ehemalige Spieler
(Teamzugehörigkeit und Position in Klammern)
- Pavel Nešťák
(2001–2006, Torhüter)
Der Torhüter gehörte mit fünf absolvierten Spielzeiten bei den Linzern zu den Fixstartern im Team und feierte als größten Erfolg den Meistertitel der Saison 2002/03 mit der Mannschaft.
- Viktors Ignatjevs
(2004–2008, Verteidigung)
Der ehemalige lettische Nationalteam-Spieler blieb für vier Jahre in Linz und zählte zu Beginn seines Engagements zu den besten Verteidigern der Liga.
- Christian Perthaler
(2001–2008, Angriff)
Der gebürtige Innsbrucker absolvierte sieben Saisonen in Linz und beendete in der Stahlstadt auch seine aktive Karriere. Als nunmehriger Black-Wings-Manager blieb er dem Team jedoch treu.
- Rick Nasheim
(2000–2003, Angriff)
Tricky Ricky wechselte nach seinem Linz-Engagement für ein letztes Jahr zum EC Supergau Feldkirch, bevor er 2004 als Co-Trainer zurück zu den Black Wings kam. Nasheim wurde in dieser Position ab der Saison 2010/11 von Mark Szücs abgelöst.
- Mark Szücs
(2000–2010, Angriff)
Mark Szücs verbrachte zehn Saisons bei den Black Wings, schoss das erste Bundesligator für den Club und gehört bezüglich Toren und Scorerpunkten zu den Top-5-Spielern. Nach seiner aktiven Karriere wurde er Co-Trainer der Black Wings.
- Philipp Lukas
(2000–2018, Angriff)
Mit 18 absolvierten Spielzeiten ist Lukas Rekordhalter der Black Wings.

### Teilnahmen von Spielern am All-Star-Game
| Saison  | Spieler                                                                                             |
| ------- | --------------------------------------------------------------------------------------------------- |
| 2005/06 | Pavel Nešťák, Rob Shearer, Dave Chyzowski; Kurt Harand (Trainer)1                                   |
| 2006/07 | Patrick Machreich, Ryan Gaucher, Benjamin Storey, Philipp Lukas, Gregor Baumgartner                 |
| 2007/08 | Jürgen Penker, Philipp Lukas, Raimund Divis, Gregor Baumgartner, Mark Szücs, Martin Hohenberger     |
| 2008/09 | Alex Westlund, Robert Lukas, Raymond DiLauro, Philipp Lukas, Gregor Baumgartner, Markus Matthiasson |
| 2009/10 | Alex Westlund                                                                                       |

- 1 Gemeinsam mit Greg Holst (VSV).

## Trainergeschichte
| Zeit                | Nation             | Trainer           | Anmerkungen                                   |
| ------------------- | ------------------ | ----------------- | --------------------------------------------- |
| 1992–2001           | Osterreich         | Helmut Keckeis    |                                               |
| 2001–2003           | Tschechien         | Stanislav Barda   | Meister 2003                                  |
| 2003                | Finnland           | Veli-Pekka Ketola | Entlassung im Dezember                        |
| 2003–2004           | Tschechien         | Stanislav Barda   | Einvernehmliche Vertragsauflösung im Dezember |
| 2004–2006           | Osterreich         | Kurt Harand       | Entlassung im Februar                         |
| 2006                | Kanada             | Mike Zettel       | Februar bis Saisonende                        |
| 2006                | Kanada Italien     | Bill Stewart      | Ausstieg aus laufendem Vertrag im November    |
| 2006–2007           | Vereinigte Staaten | Chris Valentine   | Dezember bis Saisonende                       |
| 2007–2009           | Kanada Italien     | Jim Boni          | 2 × Halbfinal-Out                             |
| 2009–2011           | Kanada             | Kim Collins       | Vizemeister in seiner ersten Saison           |
| 2011–2017           | Kanada             | Rob Daum          | Meister 2012                                  |
| 2017–Jan. 2019      | Vereinigte Staaten | Troy Ward         | 1 × Halbfinal-Out                             |
| 2019-Apr. 2020      | Vereinigte Staaten | Tom Rowe          |                                               |
| Aug.–Dez. 2020      | Kanada             | Pierre Beaulieu   |                                               |
| Dez. 2020–Nov. 2021 | Kanada             | Dan Ceman         | Entlassung im November 2021                   |
| Nov. 2021–Feb. 2022 | Finnland           | Raimo Summanen    | Rücktritt im Februar 2022                     |
| seit 2022           | Osterreich         | Philipp Lukas     |                                               |

## Spielstätte
Die Heimstätte des EHC Linz ist die 4.863 Zuschauer fassende LINZ AG Eisarena. Im Folgenden der Zuschauerschnitt pro Heimspiel seit der Saison 2003/04:
- Saison 2003/04: 3.712 Zuschauer
- Saison 2004/05: 3.068 Zuschauer
- Saison 2005/06: 3.125 Zuschauer
- Saison 2006/07: 2.707 Zuschauer
- Saison 2007/08: 2.615 Zuschauer
- Saison 2008/09: 2.584 Zuschauer
- Saison 2009/10: 2.676 Zuschauer
- Saison 2010/11: 2.922 Zuschauer
- Saison 2011/12: 3.551 Zuschauer
- Saison 2012/13: 3.750 Zuschauer
- Saison 2013/14: 3.879 Zuschauer
- Saison 2014/15: 4.587 Zuschauer

## Sonstiges

### Fankultur
Der EHC Linz hat vier eingetragene Fanclubs: Stahlhart Linz, Overtime, Powerplay Enns und bully:absolut. Die drei a Fanclubs Overtime, Powerplay Enns und bully:absolut haben sich außerdem im Jahr 2007 unter einem Dachverband zu den Wings United zusammengeschlossen, um bei größeren Projekten wie Auswärtsfahrten oder Sommerfesten effektiver zusammenarbeiten zu können. Nach einer Auflösung des Dachverbands wurde dieser 2025 wieder ins Leben gerufen. Er bei haltet nun auch den neuen Fanclub Stahlhart Linz.

### Trivia
- Ab der Saison 2003/04 spielte Thomas Eichberger aufgrund eines Werbevertrags mit dem österreichischen Sender Radio Oberösterreich mit der Rückennummer 95,2. Die Frequenz für diesen Sender beträgt in Linz 95,2 MHz.
- Im August 2009 wurden die Black Wings als erstes österreichisches Team von den London Knights zu einem Turnier nach Nordamerika eingeladen. Im kanadischen Ontario bestritt man gemeinsam mit dem EHC München und dem EV Zug den Euro-Can-Cup und erreichte den dritten Rang.
- Da die Black Wings in der Spielzeit 2009/10 ihre zehnte Saison in der Bundesliga bestreiten, spielen sie ihre Jubiläumssaison in Dressen mit den Stammfarben des Vereins schwarz und orange.[12]
- Die Black Wings sind die erste Mannschaft in der Geschichte des österreichischen Eishockeys, die es geschafft hat, in den Play-offs einen 0:3-Rückstand in der Best-of-Seven-Serie in ein 4:3 zu verwandeln. Dieses Kunststück gelang in der Saison 2009/10 gegen die Vienna Capitals im Halbfinale.